# Kalorisches Ohm
Das Kalorische Ohm, auch als Fourier, nach dem französischen Mathematiker und Physiker Joseph Fourier, bezeichnet, ist eine veraltete Einheit des Wärmewiderstands.
1 Kalorisches Ohm = 1 Kelvin/Watt

## Quelle
- Peter Kurzweil: Das Vieweg-Einheiten-Lexikon. Vieweg, Braunschweig/Wiesbaden 2000, ISBN 978-3528069872.
- Herbert Arthur Klein: The Science of Measurement. A Historical Survey, Dover Publication, New York, 1988, S. 702.